# Oratoire Vodica de Kikinda
L'oratoire Vodica de Kikinda (en serbe cyrillique : Богомоља Водица у Кикинди ; en serbe latin : Bogomolja Vodica u Kikindi) est une église orthodoxe serbe située à Kikinda, dans la province autonome de Voïvodine, dans la municipalité de Kikinda et dans le district du Banat septentrional en Serbie. Elle est inscrite sur la liste des monuments culturels de grande importance de la République de Serbie (identifiant no SK 1105).

## Présentation

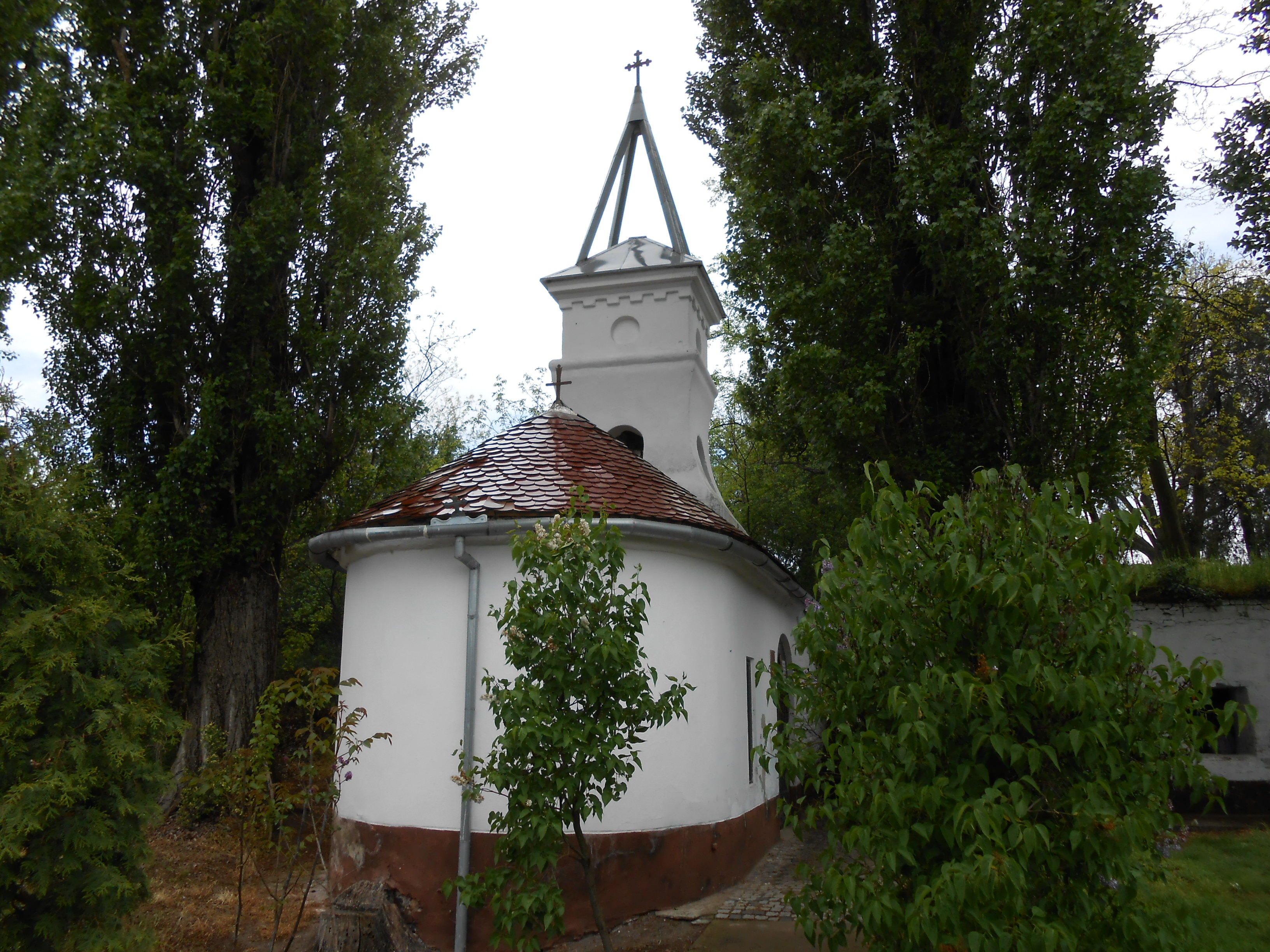
Détail de l'église

La chapelle « Vodica » se trouve à 3 km au sud de Kikinda, en contrebas du canal de Kikinda. En plus de la chapelle qui abrite un puits, l'ensemble du site abrite un konak (résidence), trois autres « konaks » creusés à même le talus, une croix située sur le plateau qui domine l'église et la maison du gardien, elle aussi construite sur le plateau, qui représente un exemple d'architecture pannonienne du milieu du XIXe siècle. Une inscription sur la croix indique que la chapelle a été consacrée en 1867. Quatre puits se trouvent à proximité de l'oratoire et sont reliés à celui de l'édifice par un système de pompe,.

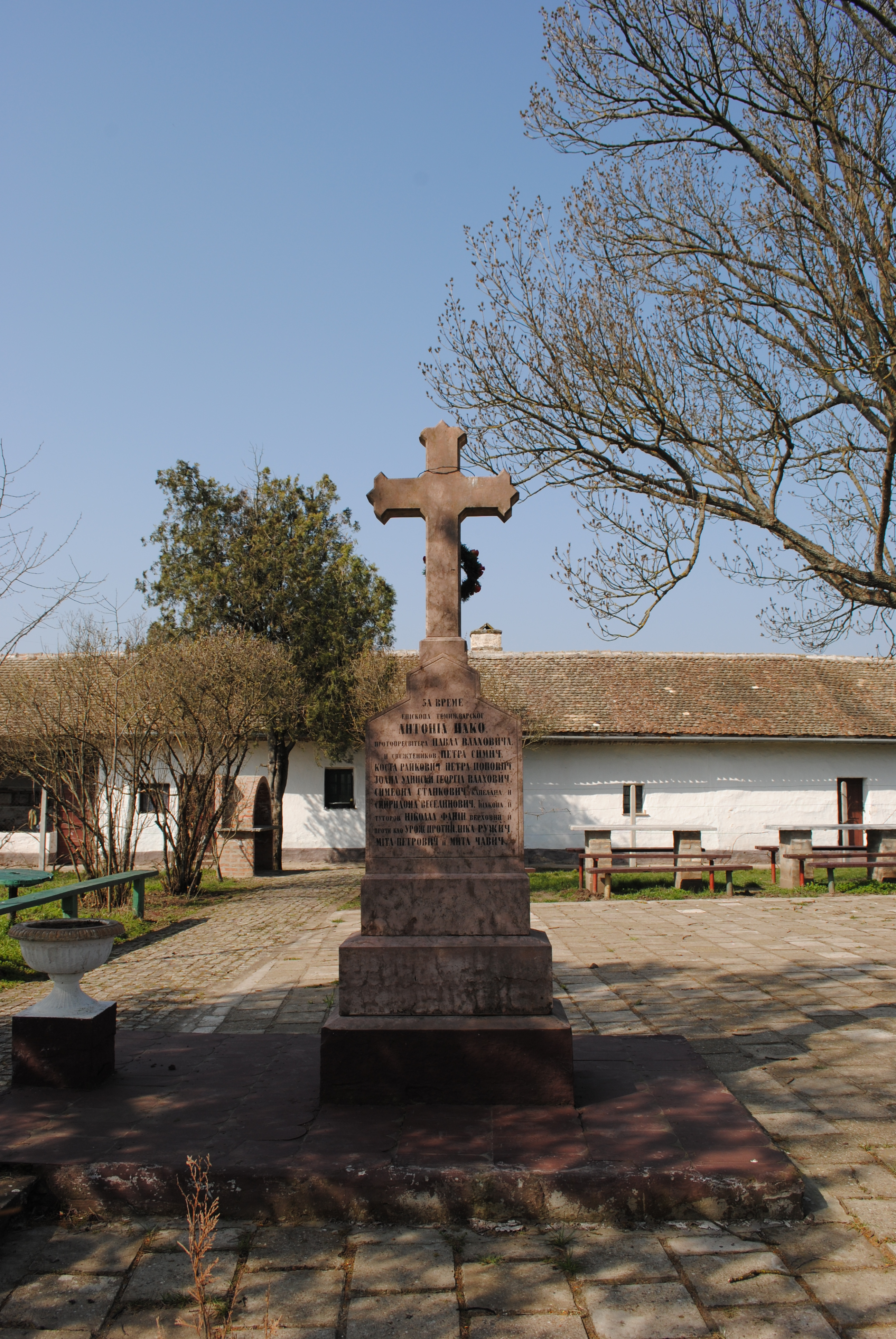
La croix sur le plateau au-dessus de l'église

Dans la tradition populaire, l'oratoire est désigné sous le nom de « bogomolja na tekijama », le « lieu de culte de la tekke » ; le terme « tekke », qui renvoie à un couvent de derviches, rappelle l'époque où la région faisait encore partie de l'Empire ottoman et où des caravanes faisaient sans doute halte à cet endroit. La chapelle, construite en briques, est constituée d'une nef unique dotée d'une abside demi-circulaire et de deux entrées ; elle est dominée par une tour-clocher. Elle est caractéristique de l'architecture populaire sacrée de Voïvodine au milieu du XIXe siècle.